# Тетрадиміт

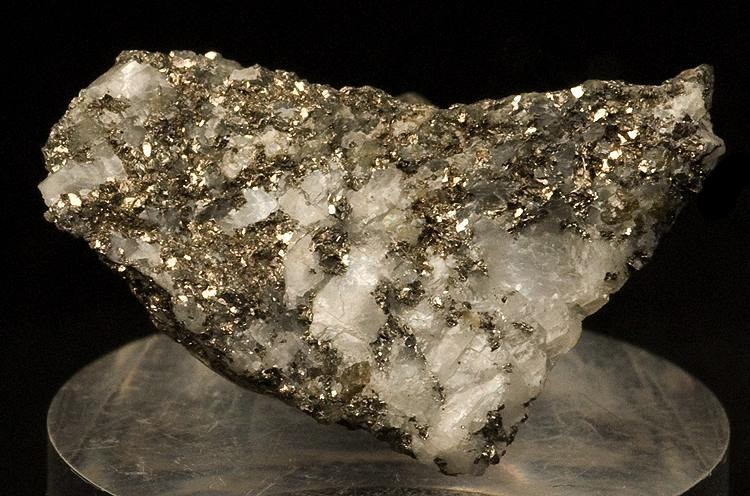
Тетрадиміт

Тетрадиміт (рос. тетрадимит; англ. tetradymite; нім. Tetradymit m) — мінерал, сульфотелурид бісмуту шаруватої будови.
Назва від грецьк. «tetradymos» — чотирикратний: за характерними для мінералу четверниками (W. K. Haidinger, 1831).
Синоніми: борнін, дафіліт, ксафіліт, блиск телуро-бісмутовий, евтоміт, телуристий бісмут.

## Опис
Хімічна формула: Bi2Te2S. Склад у % (з родов. Оя, Японія): Bi — 51,99; Te — 47,89; S — 0,12. Домішки: Se — до 2 %.
Сингонія тригональна. Ромбоедричний вид. Форми виділення: ромбоедричні недосконалі кристали, листуваті або зернисті аґреґати. На гранях ромбоедрів горизонтальна штриховка. Спайність по (0001) досконала. Густина 7,2—7,3. Твердість 1,5. Колір і риса сталево-сірі. Блиск металічний. Пластинки гнучкі, але не еластичні. Гра кольорів тьмяна або веселкова. Непрозорий. Т-ра плавл. 600 °С. Анізотропний. Зустрічається в гідротермальних, рідше — контактово-метасоматичних родовищах разом з іншими телуридами, золотом, піритом, халькопіритом, ґаленітом. Рідкісний.

## Розповсюдження
Родовище Оя (Японія), Шубков і Банська Штявниця (Словаччина), Байца-Біхорулуй, Моравіта, Оравіта (Румунія), Боліден (Північна Норвегія), Південний Урал, Забайкалля (РФ), Сан-Жозе (Бразилія).